# Valencia (Gerichtsbezirk)
Der Gerichtsbezirk Valencia ist einer der 18 Gerichtsbezirke in der Provinz Valencia.
Der Bezirk umfasst die Gemeinde Valencia auf einer Fläche von 134,63 km² mit dem Hauptquartier in Valencia.